# Louis de Beaufront
Louis de Beaufront (Parigi, 3 ottobre 1855 – Thézy-Gimont, 8 gennaio 1935) è stato un linguista, glottoteta ed esperantista francese.
Fu il primo esperantista francese e in seguito l'autore della grammatica completa della lingua ausiliaria internazionale Ido.
La sua vita rimane piena di misteri: si seppe dopo la sua morte che non era marchese, che era di padre sconosciuto, e che il suo vero nome era in realtà Louis Chevreux. Scoprì l'esperanto sin dal 1888, cioè un anno dopo la pubblicazione della lingua. Precettore privato al servizio di ricche famiglie, celibe, consacrò tutto il suo tempo libero alla diffusione della lingua, creò le basi del movimento esperantista, in particolare nel 1898 la Société Pour la Propagation de l'Espéranto (SPPE, Società per la propagazione dell'esperanto), nel 1900 scrisse il libro Commentaire sur la grammaire espéranto (Commento sulla grammatica esperanto); il suo contributo giocò un ruolo fondamentale nella diffusione iniziale dell'esperanto.
Poco a poco, alcune divergenze lo opposero all'iniziatore della lingua, Ludwik Lejzer Zamenhof, e alla maggioranza degli esperantisti francesi: per Zamenhof, l'utilizzo di una lingua comune non era che l'espressione di un umanismo quasi religioso; per Louis de Beaufront l'esperanto era invece soltanto uno strumento lingvo kaj religio estas du (lingua e religione sono due); questa divergenza va ricollegata al contesto storico dell'epoca in cui si discuteva in Francia la legge di separazione della Chiesa dallo Stato. Inoltre, d'opinione conservatrice, apprezzava poco coloro che legavano l'esperanto alle lotte politiche.
In seguito andarono ad aggiungersi altre dispute, soprattutto quando degli esperantisti fecero annullare un contratto che aveva negoziato con l'editore Hachette. Non partecipò al primo congresso esperantista di Boulogne-sur-Mer dove fu adottato il Fundamento de Esperanto, cioè le norme intangibili che garantiscono la stabilità della lingua.
Venne tuttavia scelto da Zamenhof per rappresentare l'esperanto alla delegazione per l'adozione di una lingua ausiliaria internazionale, ma mentre si presumeva difendesse l'esperanto, perorò un progetto derivato, l'ido, che aveva creato egli stesso insieme a Louis Couturat, fondatore della delegazione. Abbandonò dunque la comunità esperantista, e restò idista fino alla fine della sua vita: il suo impegno non fu però premiato dallo stesso successo avuto con l'esperanto, e l'ido si esaurì in progetti di riforma.
Morì nel 1935, nel dipartimento della Somme in cui si era ritirato.